# Гейбель, Эмануэль
Франц Эмануэль Август Гейбель (нем. Franz Emanuel August Geibel; 17 октября 1815, Любек — 6 апреля 1884, там же) — немецкий поэт, драматург и переводчик.

## Биография
Эмануэль Гейбель родился 6 апреля 1815 года в Любеке. Его отец Иоганнес Гейбель был известным теологом, а мать Элизабет Гансландт — дочерью купца. С 1825 по 1834 год Эмануэль учился в знаменитой любекской гимназии «Катаринеум», а затем отправился в Бонн изучать теологию. С 1836 года Гейбель учился классической филологии в Берлине, где познакомился с Шамиссо, Эйхендорфом, Алексисом и Беттиной фон Арним, а также активно участвовал в литературной жизни города.
В 1838 году Гейбель уехал в Афины. Здесь Эмануэль служил домашним учителем у русского посла Гавриила Катакази в течение двух лет. В то же время в Греции находился немецкий археолог и историк античности Эрнст Курциус, с которым Гейбель познакомился еще во время учебы в «Катаринеуме». Вместе с Курциусом поэт работал над переводами лирики с греческого на немецкий. Результатом этой совместной деятельности стала вышедшая в 1840 году в Бонне книга «Классические этюды» (нем. Klassische Studien).
После возвращения в Германию в 1840 был опубликован также и первый сборник Гейбеля «Стихотворения» (нем. Gedichte). В 1841 году по приглашению барона Карла фон Мальсбурга поэт отправился в замок Эшенберг в Циренберге. Здесь Гейбель завершил свой второй сборник «Голоса времени» (нем. Zeitstimmen), печатался в кассельской газете «Salon» и работал над трагедией «Кароль Родерих» (нем. König Roderich). Также в Циренберге поэт познакомился с дочерью Карла фон Мальсбурга Генриеттой, которой затем посвятил множество стихотворений из цикла «Эшенберг». В 1842 году по повелению Фридриха Вильгельма IV Гейбелю был назначен пожизненный пансион размером в 300 талеров, благодаря чему поэт обрел финансовую независимость и смог совершить ряд путешествий по Германии.
В 1843 году совместно с Рудольфом Лёвенштайном, Юстусом Вильгельмом Лира и Германом Шауэнбургом Гейбель издал поэтический сборник «Немецкие песни» (нем. Deutsche Lieder). С 1848 по 1849 год Эмануэль Гейбель работал в Любеке учителем в гимназии . Помимо этого поэт также активно участвовал в культурной жизни города и являлся одним из лидеров литературного общества «Молодой Любек». В 1852 Гейбель женился на Аманде Труммер.

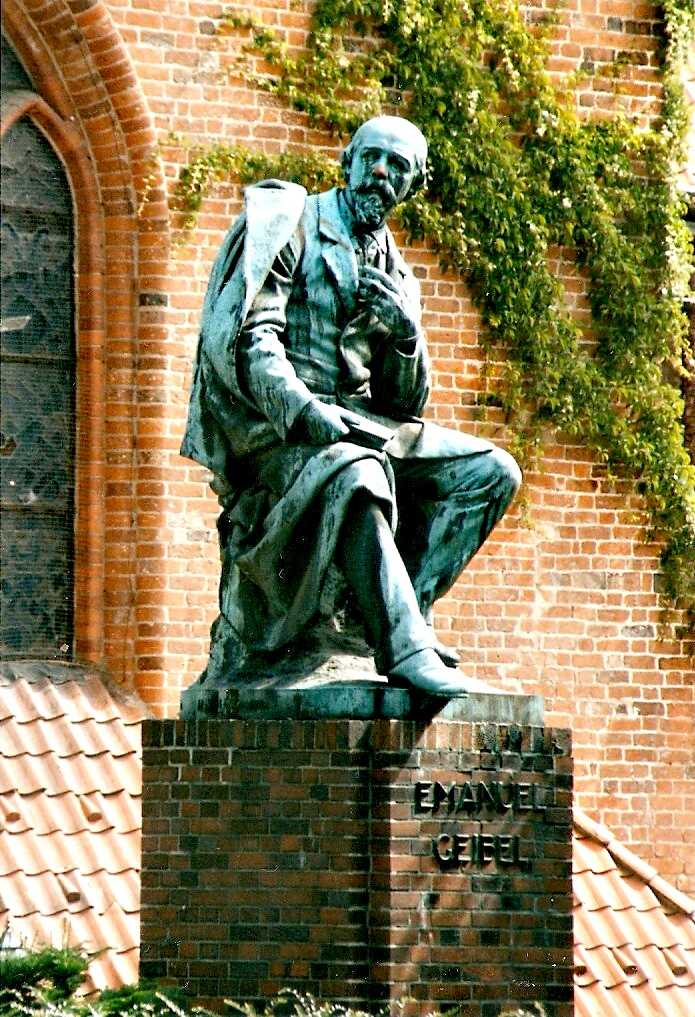
Памятник Эмануэлю Гейбелю на площади Гейбеля в Любеке (скульптор Герман Вольц).

В этом же году Эмануэль Гейбель по приглашению Максимилиана II переехал в Мюнхен, где получил должность профессора немецкой литературы и поэтики в университете. В 1856 году совместно с Паулем Хейзе Гейбель организовал в Мюнхене литературное общество «Die Krokodile». В 1862 году поэт издал антологию «Сборник мюнхенских поэтов» (нем. Münchener Dichterbuch). Уже после смерти Максимилиана в 1868 году Гейбеля попросили покинуть Мюнхен из-за пропрусских убеждений поэта.
Вернувшись в Любек, в сентябре 1868 года после визита в город Вильгельма I Гейбель снова был отмечен пансионом в размере 1000 талеров, что позволило поэту купить новый дом на Кёнигштрассе 12. В ноябре этого же года Гейбелю было присвоено звание почетного гражданина города Любека, а также неофициальный титул «Главного городского поэта». Впоследствии Эмануэль Гейбель послужил прототипом Жан-Жака Хофстеде, «главного поэта Любека», из знаменитого романа «Будденброки» Томаса Манна. Лауреат премии Шиллера (1869).
На волне своей популярности Гейбель снова отправился в путешествие по Германии, выступая перед публикой с лекциями. В последние свои годы постаревший поэт все реже куда-либо выезжал из родного города. 6 апреля 1884 года Эмануэль Гейбель умер и был похоронен на городском кладбище Любека.
Спустя пять лет после смерти Гейбеля в Любеке появилась площадь Гейбеля, на которой был установлен памятник поэту. В 1934 году Третья женская школа Любека была переименована в среднюю школу имени Эмануэля Гейбеля. Именем поэта названы улицы во многих городах Германии.

## Произведения

### Лирика
- 1840 — «Стихотворения» / нем. Gedichte
- 1841 — «Голоса времени» / нем. Zeitstimmen
- 1845 — «Призыв Траве» / нем. Ein Ruf von der Trave
- 1846 — «Двенадцать сонетов в защиту Шлезвиг-Гольштейна» / нем. Zwölf Sonette für Schleswig-Holstein
- 1848 — «Июньские песни» / нем. Juniuslieder
- 1856 — «Новые стихотворения» / нем. Neue Gedichte
- 1868 — «Стихотворения и заметки» / нем. Gedichte und Gedenkblätter
- 1870 — «Победы Немцев» / нем. Deutsche Siege
- 1871 — «Призывы Герольда» / нем. Heroldsrufe
- 1877 — «Листья поздней осени» / нем. Spätherbstblätter

### Пьесы
- 1844 — «Король Родерих» / нем. König Roderich
- 1846 — «Сватовство короля Сигурда» / нем. König Sigurds Brautfahrt
- 1855 — «Мейстер Андреа» / нем. Meister Andrea
- 1856 — «Софонисба» / нем. Sophonisbe
- 1857 — «Брунгильда» / нем. Brunhild
- 1861 — «Лорелея» / нем. Die Loreley
- 1882 — «Чистое золото становится ясным в огне» / нем. Echtes Gold wird klar im Feuer

### Переводы
- 1840 — «Классические этюды» / нем. Klassische Studien (совместно с Эрнстом Курциусом)
- 1843 — «Испанские народные песни и романсы» / нем. Volkslieder und Romanzen der Spanier
- 1852 — «Сборник испанских песен» / нем. Spanisches Liederbuch (совместно с Паулем Хейзе)
- 1860 — «Испанские и португальские романсы» / нем. Romanzero der Spanier und Portugiesen (совместно с Адольфом Фридрихом фон Шак)
- 1876 — «Сборник римских и греческих классических песен» / нем. Classisches Liederbuch. Griechen und Römer in deutscher Nachbildung
- 1862 — «Французская лирика в пяти томах от революции до современности» / нем. Fünf Bücher französischer Lyrik vom Zeitalter der Revolution bis auf unsere Tage, in Uebersetzungen (совместно с Генрихом Лёйтхольдом)